# Cheilanthes capensis
Cheilanthes capensis là một loài dương xỉ trong họ Pteridaceae. Loài này được Sw. mô tả khoa học đầu tiên.